# アミラル・セシル (防護巡洋艦)
|          | |
| 艦歴     | |
| 発注     | トゥーロン造船所 |
| 起工     | 1886年8月 |
| 進水     | 1888年5月 |
| 就役     | 1890年 |
| 退役     | |
| その後   | |
| 除籍     | 1919年 |
| 前級     | タージュ |
| 次級     | ダブー |
| 性能諸元 | |
| 排水量   | 常備：5,839トン |
| 全長     | 115.5m -m(水線長) |
| 全幅     | 15.0m |
| 吃水     | 6.81m |
| 機関     | 形式不明石炭専焼円缶12基 +直立型レシプロ機関2基2軸推進 |
| 最大出力 | 10,200hp |
| 最大速力 | 19.4ノット |
| 航続距離 | -ノット/-海里（石炭：925トン） |
| 乗員     | 517名 |
| 兵装     | Model 1891 16cm（30口径）単装砲8基 Model 1893 14cm（30口径）単装速射砲10基 オチキス 4.7cm（43口径）単装機砲6基 オチキス 3.7cm（23口径）五連装機砲14基 35.3cm水上魚雷発射管単装4基 |
| 装甲     | 甲板：56mm（水平面）、100mm（傾斜部） 司令塔：89mm（最厚部） |

アミラル・セシル (protected Croiseur Amiral Cecille) はフランス海軍の防護巡洋艦。同型艦はない。

## 概要
通商破壊で使用される高速型巡洋艦として設計された。「アミラル・セシル」から浮力確保のために水面下に突出した艦首・艦尾形状や水面上から上方に向けて強く引き絞られたタンブル・ホーム型船体と見張り所に小口径砲を配置したミリタリー・マストがこの当時のフランス軍艦の外観上の特徴となった。

## 艦形

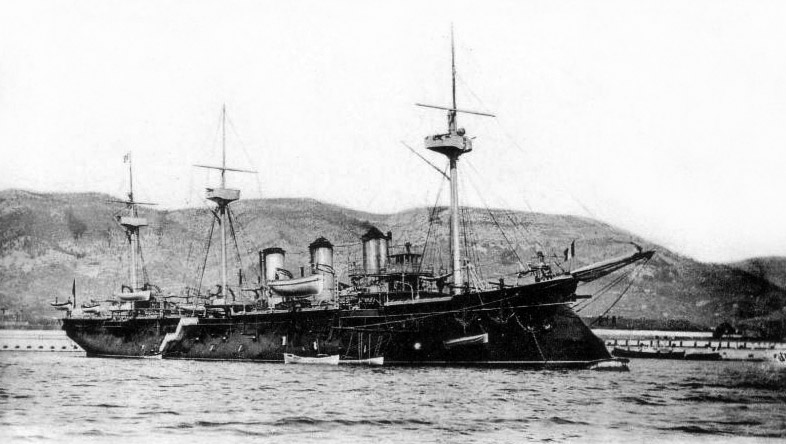
「アミラル・セシル」

船体形状は当時、フランス海軍が主力艦から軽艦艇に至るまで主に導入していたタンブル・ホーム型船体である。これは、水線部から上の構造を複雑な曲線を用いて引き絞り、船体重量を軽減できる船体方式で、他国では帝政ロシア海軍やドイツ海軍、アメリカ海軍の前弩級戦艦や巡洋艦にも採用された。
外見上の特徴として水線下部の艦首・艦尾は著しく突出し、かつ舷側甲板よりも水線部装甲の部分が突出すると言った特徴的な形状をしている。このため、水線下から甲板に上るに従って船体は引き絞られ甲板面積は小さくなっている。これは、備砲の射界を船体で狭められずに広い射界を得られることや、当時の装甲配置方式では船体の前後に満遍なく装甲を貼る「全体防御方式」のために船体が短くなればその分だけ装甲を貼る面積が減り、船体の軽量化が出来るという目的に採られた手法である。

## 参考図書
- 「Conway All The World's Fightingships 1860-1905」（Conway）
- 「Conway All The World's Fightingships 1906-1922」（Conway）
- 「世界の艦船 増刊第50集 フランス巡洋艦史」（海人社）